# Comuna Taikî, Iemilciîne
Taikî (în ucraineană Тайківська сільська рада) este o comună în raionul Iemilciîne, regiunea Jîtomîr, Ucraina, formată din satele Illeașivka, Prosika, Starîi Hmerîn și Taikî (reședința).

## Demografie
Componența lingvistică a comunei Taikî
     Ucraineană (98,74%)
     Rusă (1,13%)
     Alte limbi (0,13%)
Conform recensământului din 2001, majoritatea populației comunei Taikî era vorbitoare de ucraineană (98,74%), existând în minoritate și vorbitori de rusă (1,13%).